# Babylon (pořad)
Babylon je dokumentární pořad ostravského studia České televize o cizincích žijících v České republice a o Češích žijících ve světě.

## Historie
Pořad vznikl v roce 2004 a dodnes (2024) se natáčí a vysílá. Autorkou je Marta Růžičková. Na konci minulého tisíciletí se média soustředila na negativní jevy ve společnosti. Martě Růžičkové chyběl pořad, který by prezentoval naopak pozitiva, navíc oproti jiným státům veřejnoprávní televize neposkytovaly prostor svým rozličným minoritám.
Mix těchto skutečností vedl k nápadu založit pořad, který by ukazoval úspěchy cizinců v Česku a Čechů ve světě. Původně televize tento formát odmítala, ale později, v roce 2003, Martu Růžičkovou podpořil tehdejší nový ředitel ostravského studia Ilja Racek a v roce 2004 se začala vysílat asi čtvrthodinová publicisticko-servisní relace. Původně šlo formátově o magazín představující zajímavé životní příběhy nebo multikulturní a národnostní akce a festivaly. Později se pořad prodlužoval o 5 a potom o 10 minut a proměnil se v dokument o inspirativních osobnostech s lidským rozměrem.
Název symbolizující zmatení jazyků a zánik města zvolila autorka dle svých slov s ohledem na záměr přispět „k diskusi o tom, že má cenu se chtít domluvit… Má cenu pochopit se.“

## Záměr pořadu
Autorka byla vychována k hledání toho pozitivního ve věcech kolem, k pochopení místo soupeření a k respektu rozdílů místo pokusů o jejich stírání. Pořad tak vnímá spíše jako svoje poslání než pouhou práci a snaží se pomocí něj bojovat proti rasové a národnostní nesnášenlivosti či proti nebezpečným dezinformacím, ale také předávat hrdost na Česko jako vlast. Při výběru, které osobnosti budou zpracovány, nestačí jen samotný fakt, že člověka zavál osud do jiné země, ale hlavním kritériem je inspirativnost příběhu a přístup dané osobnosti k životu, kdy například původně neměla nic, ale dokázala se poprat s životem a postavit se na nohy.
Ačkoliv původně byly obavy, že pro pořad nebude dost inspirace, tento předpoklad se nenaplnil a námětů, které čekají na realizaci, je velký dostatek. Pořad se natáčel kromě Česka v různých koutech planety, například v Číně nebo v Indonézii, pravidelně se natáčí třeba v Chorvatsku, kde je česká menšina. Během prvních 15 let natáčení pořad zpracoval přes osm set lidských životů v 500 epizodách.

## Tvůrci
Autorce Martě Růžičkové pomáhá široký tým spolupracovníků, který se jí podařilo vytvořit a mezi nimiž jsou kameramani, režiséři, mistři zvuku nebo scenáristi. Jde o desítky lidí, mezi skalní režiséry patří Jaroslav Večeřa, Hana Teislerová a kameraman-režisér Krunoslav Kiko Keteleš.